# Christopher Dean
Christopher Colin Dean (Calverton, 27 luglio 1958) è un pattinatore artistico su ghiaccio britannico, specializzato nella danza su ghiaccio.
Ha vinto la medaglia d'oro olimpica nella danza su ghiaccio alle Olimpiadi invernali 1984 svoltesi a Sarajevo in coppia con Jayne Torvill e la medaglia di bronzo olimpica nel pattinaggio di figura a coppie alle Olimpiadi invernali 1994 tenutesi ad Lillehammer, anche in quest'occasione con Jayne Torvill.
Ha partecipato anche alle Olimpiadi invernali 1980.
Ai campionati mondiali di pattinaggio di figura ha conquistato quattro medaglie d'oro (1981, 1982, 1983, 1984). Anche ai campionati europei ha vinto quattro medaglie d'oro (1981, 1982, 1984, 1994), sempre nella gara di danza.

## Palmarès
| Evento                     | 1975–76 | 1976–77 | 1977–78 | 1978–79 | 1979–80 | 1980–81 | 1981–82 | 1982–83 | 1983–84 | 1993–94 |
| -------------------------- | ------- | ------- | ------- | ------- | ------- | ------- | ------- | ------- | ------- | ------- |
| Giochi olimpici invernali  |         |         |         |         | 5°      |         |         |         | 1°      | 3°      |
| Campionati mondiali        |         |         | 11°     | 8°      | 4°      | 1°      | 1°      | 1°      | 1°      |         |
| Campionati europei         |         |         | 9°      | 6°      | 4°      | 1°      | 1°      | R       | 1°      | 1°      |
| Campionati britannici      |         | 4°      | 3°      | 1°      | 1°      | 1°      | 1°      | 1°      | 1°      | 1°      |
| NHK Trophy                 |         |         |         |         | 2°      |         |         |         |         |         |
| St Ivel International      |         |         |         |         |         | 1°      | 1°      |         |         |         |
| Oberstdorf                 |         | 2°      | 1°      |         |         |         |         |         |         |         |
| St Gervais                 |         | 1°      |         |         |         |         |         |         |         |         |
| Morzine Trophy             |         |         |         | 2°      |         |         |         |         |         |         |
| John Davis Trophy          |         |         | 1°      |         |         |         |         |         |         |         |
| Sheffield Trophy           |         | 1°      |         |         |         |         |         |         |         |         |
| Rotary Watches Competition |         |         |         | 2°      |         |         |         |         |         |         |
| Northern Championships     | 1°      |         |         |         |         |         |         |         |         |         |
| R = Ritirati               |         |         |         |         |         |         |         |         |         |         |

Risultati professionisti con Torvill
| Evento                              | 1984 | 1985 | 1990 | 1994 | 1995 | 1996 |
| ----------------------------------- | ---- | ---- | ---- | ---- | ---- | ---- |
| Campionato del mondo professionisti | 1°   | 1°   | 1°   |      | 1°   | 1°   |
| Challenge of Champions              |      |      | 1°   |      | 1°   | 1°   |
| World Team Championship             |      |      |      | 3°   | 1°   | 1°   |